# Philippe Bernat-Salles
Philippe Bernat-Salles (Pau, 17 de febrero de 1970) es un exjugador francés de rugby que se desempeñaba como wing.

## Selección nacional
Debutó en Les Bleus por primera vez en 1992 y se retiró de ellos en 2001. En total jugó 41 partidos y marcó 130 puntos.

## Participaciones en Copas del Mundo
Sólo disputó una Copa del Mundo: Gales 1999.
| Mundial                       | Sede  | Resultado  | PJ | Tries |
| ----------------------------- | ----- | ---------- | -- | ----- |
| Copa Mundial de Rugby de 1999 | Gales | Subcampeón | 5  | 4     |

## Palmarés
- Campeón del Torneo de las Cinco Naciones de 1998 con Grand Slam.
- Campeón del Top 14 de 2001-02.
- Campeón de la Copa de Francia de 1996-97 y 1999-2000.